# روبرت إل. إيكولز
روبرت إل. إيكولز (بالإنجليزية: Robert L. Echols)‏ هو محامي وقاضي أمريكي، ولد في 13 يناير 1941 في ممفيس في الولايات المتحدة.